# Oxinasphaera australis
Oxinasphaera australis är en kräftdjursart som först beskrevs av Baker 1928.  Oxinasphaera australis ingår i släktet Oxinasphaera och familjen klotkräftor. Inga underarter finns listade i Catalogue of Life.